# Боймишки природоисторически музей
Боймишкият природоисторически музей (на гръцки: Μουσείο Φυσικής Ιστορίας Αξιούπολης) е музей в южномакедонския град Боймица (Аксиуполи), Гърция.
Музеят отваря врати на 8 юни 1997 година. Разположен е в старото начално училище на градчето. Целта му е образователна и дейностите му включват популяризиране на научните изследвания, създаване на образователни програми и публикации. Разделена е на пет раздела. Първата – космогония, започва с анализ на постепенното създаване на слънчевите системи от първичната мъглявина. Продължава с нашата Слънчева система, като илюстрира постепенното ѝ развитие и движенията на планетите ѝ. Това е последвано от създаването на Земята и развитието на геотектоничната форма на Гърция, до съвременната форма. Палеонтологичния раздел анализира еволюцията на живота на Земята, от примитивните форми на живот преди 3,500 милиона години, синьо-зелени водорасли (Cyanophyceae) и бактерии, до еволюцията на безгръбначните, растенията, гръбначните и хората. В раздела на минералогията се класифицират минералите с тяхната макроскопична картина и химически вид, като се изложени подбрани минерали от Гърция и чужбина. Отделът за петрология представя различни видове скали, категоризирани като пирогенетични, седиментни и метаморфни. Ботаническата секция има изложбена площ и хербариум и представя флората на планините в района на Кукушко и на Гърция като цяло, със специален акцент върху редките ендемични растения.
- Палеонтологичната секция
- Минералогичната секция
- Orchis troodi